# Дом под агнцем
Дом под агнцем (пол. Kamienica Pod Jagnięciem) — историческое здание, историческо-архитектурный памятник, находящийся на Главном рынке, 28 в краковском районе Старый город, Польша. Памятник культуры Малопольского воеводства.
В 1537 году перед этим домом был убит своим соотечественником итальянский архитектор Бартоломео Берреччи, построивший часовню Зигмунта.
В 1586 году дом принадлежал итальянской семье Челлари, потом перешёл в собственность семьи Гуччи. В 1874 года дом купила Катажина Потоцкая, которая владела соседним домом под баранами (№ 27). В 1880 году она перестроила здание и дала ему современное название. Во внутреннем интерьере сохранились порталы в стилях готики и ренессанса.
В 1932 году здание было внесено в реестр памятников культуры Малопольского воеводства (№ А-698).